# Awa Manneh
Awa Manneh (ibland endast Awa), född 7 januari 1982 i Uppsala, är en svensk R&B/soul-sångerska som bland annat varit ledsångare i Blacknuss. Som solosångare är hon bland annat känd för låten All yours som hon gjorde 2000 tillsammans med Thomas Rusiak.
Awa Manneh släppte sin debutplatta på Sony (Kred) 2002. Albumet innehåller singellåtarna "Hip Hop Ballad", "Behind Schedule" och "Say a little prayer" som spelades flitigt på både radio och TV. 
2003 utsågs hon till Sveriges sexigaste kvinna av QX.
Efter 11 års uppehåll gav hon 2015 ut singeln Rise & Fall och 2020 singeln Morning Come.
Awa Manneh är syster till Ida Manneh.